# Биллинг
Биллинг в электросвязи — комплекс процессов и решений на предприятиях связи, ответственных за сбор информации об использовании телекоммуникационных услуг, их тарификацию, выставление счетов абонентам, обработку платежей. Биллинговая система — прикладное программное обеспечение поддержки бизнес-процессов биллинга.
Биллинг — важнейший компонент деятельности любого коммерческого оператора связи, вне зависимости от вида телекоммуникаций: операторы фиксированной и мобильной связи, интернет-телефонии, виртуальные операторы, интернет-провайдеры, операторы транзитного цифрового трафика, провайдеры цифрового телевидения — не могут существовать без биллинга, благодаря которому выставляются счета потребителям их услуг и обеспечивается экономическая составляющая их деятельности.
Для биллинговых систем в телекоммуникациях в русском языке также используется термин автоматизированная система расчётов (АСР), в частности такой термин использован в официальных документах Министерства связи России, предписывающих обязательную сертификацию биллинговых систем.

## Функции биллинга
Функции биллинга на предприятии группируются в три основных блока: расчётные операции, информационное обслуживание, финансовое обслуживание.
В широком смысле, при рассмотрении биллинга в интеграции с управлением доходами (англ. Billing and revenue management) дополнительно выделяют такие функции, как гарантирование получения доходов (англ. revenue assurance), управление прибыльностью абонентов (англ. profitablity management), контроль мошенничества абонентов (англ. fraud management).

### Расчётные операции
В блоке расчётных операций выделяются такие функции, как определение потребления (например, получение с коммутаторов детальной информации о звонках, обработка данных с коммутационного оборудования о потреблении трафика, получение данных с системы медиации), оценка потребления (определение расчётных характеристик данных о потреблении), агрегация оценок и формирование начислений абонентам, расчёт налогов, скидок, дополнительных начислений, корректировок, выпуск счетов к оплате, обеспечение доставки или ознакомления абонентов со счетами к оплате, управление лицевыми счетами абонентов.
Реализация расчётного блока может существенно различаться как для разного типа коммуникаций, так и в разных моделях взаимоотношения с абонентами.

#### Prepaid
Prepaid (предоплата) — модель расчётов с абонентами и агентами, подразумевающая предварительное внесение средств на свой личный счёт оператора услуг связи, которые впоследствии расходуются на оплату получаемых услуг. Prepaid-системы расчётов, как правило, ведут учёт в реальном времени, непосредственно управляя процессом предоставления услуг, по достижении нижнего порога количества средств на счёте контрагента режим предоставления услуг может быть изменён (вплоть до полного прекращения). Количество средств на счёте, продолжительность сохранения положительного баланса, размер и регулярность поступлений могут служить параметром тарификации при расчёте стоимости, качества и количества предоставляемых услуг.
Функциональные возможности по поддержке ограничения доступа к услугам связи в реальном времени с предоплатной моделью расчётов иногда называют горячим биллингом.

#### Postpaid
Postpaid (оплата по факту) — модель расчётов, при которой оператор сначала предоставляет услуги абоненту или агенту в рамках заключённого с ним договора, а потом производит тарификацию и выставление счетов для оплаты. Процесс тарификации и выставления счетов является планово-регулярным и обычно охватывает оговоренный в договоре календарный промежуток времени (чаще всего — месяц, иногда — неделя, квартал, год). Контрагент обязан оплатить сумму выставленного счёта в течение оговоренного в контракте промежутка времени, в случае несвоевременной оплаты к нему применяются указанные в договоре методы работы с должником, в рамках процессов взыскания дебиторской задолженности.

### Информационное обслуживание
Информационное обслуживание включает функции поддержки операционной информации об абонентах, о продуктах и услугах, включая их тарифы, ограничения, возможные комбинации, а также конфигурационных данных о биллинге в целом (например, расписания расчётов и выставления счетов, управление событиями уведомления абонентов, настройки аудита и устаревания информации, допустимые характеристики абонентов).

### Финансовое обслуживание
Финансовое обслуживание покрывает функции обработки платежей, их квитовки по выставленным счетам и услугам, управление дебиторской задолженностью абонентов и процессом её взыскания, обработки данных по налогообложению.

## Конвергентный биллинг
Конвергентный биллинг (от лат. convergo — «сближаю») — биллинг, ориентированный на выставление единых счетов абонентам в условиях мультисервисных сетей и различных моделей расчётов.
Конвергентная биллинговая система унифицированно обрабатывает данные о широком спектре оказываемых услуг, обеспечивая единый лицевой счёт и единые счета к оплате для каждого абонента, как вне зависимости от набора используемых абонентом услуг (это могут быть одновременно различные услуги фиксированной телефонии, мобильной связи, передачи данных, телевидения, контент-услуги), так и безотносительно от принципа расчёта начислений по ним (услуги могут быть приобретены как предоплаченные, так и оплачиваться по договорным принципам)

## Рынок биллинговых систем
Годовой объём мирового рынка биллинговых систем на 2007 год оценивался в размере 6 млрд долларов, и прогнозировался его рост до уровня 7,2 млрд долларов к 2012 году, при этом по области применения рынок подразделялся на следующие составляющие:
- 27,2 % — биллинг для контрактной мобильной связи (англ. mobile postpaid);
- 16,4 % — биллинг организаций для операторов фиксированной связи;
- 13,3 % — биллинг предоплаченных услуг на основе интеллектуальных сетей для операторов мобильной связи;
- 10,9 % — биллинг индивидуальных потребителей для операторов фиксированной связи;
- 9,7 % — биллинг для операторов кабельных и спутниковых телекоммуникационных систем;
- 8,8 % — конвергентный биллинг;
- 8,2 % — взаимодействие расчётных систем с коммутационным оборудованием — медиация (англ. telecommunications mediation);
- 4,6 % — межоператорский биллинг[9].

По оценкам от 2010 года на мировом рынке биллинговых систем в разрезе поставщиков лидирует Amdocs с долей в 27 %, 8 % рынка у Huawei, по 6 % — у Oracle и Convergys, по 5 % — у Ericsson (включая приобретённую в 2007 году LHS Telekommunikation) и Intec. 